# Strażnica WOP Jałówka
Strażnica WOP Jałówka – podstawowy pododdział graniczny Wojsk Ochrony Pogranicza pełniący służbę ochronną na granicy polsko-radzieckiej.

## Formowanie i zmiany organizacyjne
Strażnica została sformowana w 1945 w strukturze 28 komendy odcinka jako 132 strażnica WOP (Jałówka) o stanie 56 żołnierzy. Kierownictwo strażnicy stanowili: komendant strażnicy, zastępca komendanta do spraw polityczno-wychowawczych i zastępca do spraw zwiadu. Strażnica składała się z dwóch drużyn strzeleckich, drużyny fizylierów, drużyny łączności i gospodarczej. Etat przewidywał także instruktora do tresury psów służbowych oraz instruktora sanitarnego.
Z dniem 1.06.1952 strażnicę nr 132 włączono do 225 batalionu WOP. 
Od 15 marca 1954 wprowadzono nową numerację strażnic. Strażnica III kategorii otrzymała numer 126.
Z dniem 15. 11.1955 zlikwidowano sztab batalionu. Strażnica podporządkowana została bezpośrednio pod sztab brygady. W sztabie brygady wprowadzono stanowiska nieetatowych oficerów kierunkowych odpowiedzialnych za służbę graniczną strażnic .
W lipcu 1956 rozwiązano strażnicę . Budynki koszarowe zaadaptowano na "Dom spokojnej starości".

## Służba graniczna
Faktyczną ochronę granicy strażnica rozpoczęła w czerwcu 1946.
Sąsiednie strażnice:
131 strażnica WOP Kruszyniany ⇔ 133 strażnica WOP Masiewo - 1946

## Dowódcy strażnicy
- por. Chmielak[3]